# Engelhartstetten
Engelhartstetten è un comune austriaco di 1 959 abitanti nel distretto di Gänserndorf, in Bassa Austria; ha lo status di comune mercato (Marktgemeinde). Vi sorge il castello di Hof.